# Iliad Italia
Iliad Italia est un opérateur de télécommunications italien filiale du groupe Iliad. Il est le quatrième opérateur mobile en Italie avec 9,567 millions d'abonnés au 31 décembre 2022.
Le 29 mai 2018, lors d'une conférence de presse à Milan, le directeur général de la filiale italienne d'Iliad, Benedetto Levi, présente à la fois l'offre commerciale de Iliad Italia et annonce, dès cet instant, le lancement officiel du quatrième opérateur de réseau mobile italien qui va se joindre aux opérateurs historiques WINDTRE, TIM et Vodafone Italia,.

## Historique
Xavier Niel annonce son intention de s'attaquer au marché italien et débarque en 2018 sous le nom d'« Iliad Italia ». Le nouvel opérateur de réseau mobile a envoyé des invitations pour le lancement officiel qui a eu lieu à Milan, le 29 mai 2018 à 10 h 30 dont la présentation fut transmise en direct sur Internet. Le lancement du quatrième opérateur italien a été largement suivi par les internautes ainsi que par les médias,. Le 18 juillet 2018, 50 jours après son lancement, Iliad Italia annonce officiellement avoir atteint son premier million de clients,,,; aussi a-t-il confirmé, le 6 septembre 2018, avoir déjà franchi le cap de deux millions de clients,. Le 10 septembre 2018, Iliad est le premier opérateur mobile italien à obtenir un bloc de fréquences 5G pour 676 472 792 euros,.
En mai 2019, Iliad et Salt vendent leurs pylônes de télécommunication en France, Italie et Suisse à Cellnex Telecom pour 2,7 milliards de dollars. Cet accord concerne 5 700 pylônes en France et 2 200 en Italie.
En août 2021, Iliad et TIM annoncent la signature d'un partenariat concernant la fibre optique.

## Les bureaux et boutiques Iliad
Iliad Italia a des bureaux à Milan et à Rome.
Les boutiques « Iliad Store » sont ouvertes dans les villes de: Bari, Bologne, Catane, Gênes, Grugliasco, Milan, Naples, Rome, Turin et Mestre (Venise),,,,.
Les points de vente « Iliad Corner » se trouvent auprès de plusieurs magasins Carrefour, Conad, Esselunga et Unieuro ; ainsi qu'auprès de certaines universités,.
Iliad Italia a introduit les bornes interactives « Simbox » d'abonnement et de distribution de cartes SIM conçues et développées par le groupe français Aures et déjà utilisées dès 2014 par Free Mobile en France,. Ces bornes servent à souscrire aux forfaits en vente sur la boutique en ligne et délivrent une carte SIM utilisable immédiatement; ainsi que des services supplémentaires pour les abonnés: changement de format de carte SIM, retrait d'une nouvelle carte SIM en cas de vol ou perte, etc.

## Réseau mobile
Le réseau d'Iliad Italia est en cours de réalisation ; l'opérateur dispose également d'un accord avec Wind Tre de partage de réseau en RAN sharing,,, (3G et 4G) ainsi que d'itinérance nationale (2G).
L'opérateur italien a souscrit des accords avec Cellnex et INWIT, respectivement en février 2018, et février 2019, pour installer ses antennes sur les pylônes de télécommunications des deux entreprises.
Iliad Italia utilise, entre autres, des équipements CommScope et collabore avec Cisco Systems, et Nokia, afin de mettre en œuvre un réseau national (IPv6) en segment routing (SRv6) et d'achever son réseau mobile 5G.